# Holocarpha
Holocarpha Greene – rodzaj roślin z rodziny astrowatych (Compositae Gis.). Według The Plant List w obrębie tego rodzaju znajdują się 4 gatunki. Występuje naturalnie w Kalifornii. Gatunkiem typowym jest H. macradenia (DC.) Greene. 

## Systematyka
Pozycja systematyczna według APweb (aktualizowany system APG IV z 2016)Angiosperm Phylogeny Website adaptuje podział na podrodziny astrowatych (Asteraceae) opracowany przez Panero i Funk w 2002, z późniejszymi uzupełnieniami. Zgodnie z tym ujęciem rodzaj Arnica należy do plemienia Madieae, podrodziny Asteroideae (Juss.) Chev. W systemie APG IV astrowate są jedną z kilkunastu rodzin rzędu astrowców (Asterales), wchodzącego w skład kladu astrowych w obrębie dwuliściennych właściwych.
Lista gatunków
| - Holocarpha heermannii (Greene) D.D.Keck - Holocarpha macradenia (DC.) Greene | - Holocarpha obconica (J.C.Clausen & D.D.Keck) D.D.Keck - Holocarpha virgata (A.Gray) D.D.Keck |